# Шиманська Марина Мечиславівна
Марина Мечиславівна Шиманська (рос. Марина Мечиславовна Шиманская; народилася 27 жовтня 1955, Саратов) — російська радянська акторка, іспанський театральний режисер польсько-російського походження.

## Біографія
Онука польських аристократів, що мали родовий маєток біля Житомира, розстріляних більшовиками. Їхній син Мечислав, незважаючи на те, що воював у Червоній армії в Радянсько-Фінській війні і мав поранення, був репресований і провів сім років у сталінських таборах. Там у госпіталі познайомився із санітаркою — простою сільською дівчиною. Від цього шлюбу народилася Марина, яка в графі національність сама вказала — полька.
У дитинстві займалась живописом і легкою атлетикою, але після школи поступила в Саратовське театральне училище, потім в Щукінське училище в Москві, згодом перевелась до ГІТІСа на курс до свого земляка Олега Табакова, який закінчила у 1980.
У 1984—1991 роках — акторка Московського театру «Ермітаж».
У 1991 — 1992 роках — акторка Театру-студії під керівництвом О. Табакова.
Дебютувала у кіно в 1977 році, в ролі Лідії Миколаївни у фільмі «Коли я стану велетнем».
У 1991 році переїхала до Іспанії разом з чоловіком, актором Альгісом Арлаускасом (у Більбао мають власну акторську школу). Вивчила іспанську мову, викладає акторську майстерність, ставить студентські вистави.

## Фільмографія
- 2009 — «Переможець» (Росія, Україна):: Світлана, троюрідна сестра Ігоря
- 2004 — «Hombre sin hombre» (Іспанія)
- 1994 — «Справжній художник, справжній артист, справжній вбивця» (фільм-спектакль)
- 1986 — «Поруч з вами»:: Саша
- 1984 — «Чужа дружина і чоловік під ліжком»:: Глафіра Петрівна
- 1984 — «Щаслива, Женька!» :: Епізод
- 1984 — «Межа можливого»:: Ася
- 1984 — «Парад планет»:: подруга Афоніна
- 1983 — «Цей негідник Сидоров»
- 1983 — «Тягар»:: Світлана
- 1983 — «Комічний коханець, або Любовні витівки сера Джона Фальстафа»:: Віконтеса місіс Пей
- 1982 — Батьків не вибирають: Маша
- 1982 — Культпохід до театру:: Аня
- 1981 — Ранок за вечір мудріший:: Сусанна
- 1981 — «Бережіть жінок»:: Люба
- 1981 — «34-й швидкий»:: Рая, наречена
- 1980 — «Ескадрон гусар летючих»:: Катрін
- 1979 — «Дефіцит на Мазаєва» (фільм-спектакль)
- 1978 — «Коли я стану велетнем»:: Лідія Миколаївна, викладачка літератури